# Братья Стенберг
Братья Стенберг — Владимир Августович (23 марта [4 апреля] 1899 — 1 мая 1982) и Георгий Августович (7 [20] октября 1900 — 15 октября 1933) — советские художники-графики, конструктивисты, мастера киноплаката и сценографии.

## Биография
Братья до 1917 года учились в Строгановском училище, затем в 1-х государственных свободных художественных мастерских — в мастерской Г. Б. Якулова.
Участвовали в художественных объединениях ОБМоХу (1919—1920), ИнХуК (1921—1924), «Октябрь» (1928). Выставлялись в кругу художников авангарда с 1919 года, в 1922 — на Первой Русской выставке в Берлине, в 1925 — на всемирной выставке в Париже.
С 1922 года, Стенберги оформляли спектакли А. Я. Таирова в Камерном театре.
В 1926 году братья стали штатными киноплакатистами «Совкино» и за 4 года активной работы создали около трёхсот плакатов к советским и зарубежным кинофильмам. Впрочем, в середине 1920-х советского кино как такового практически не существовало — Стенберги оттачивали мастерство на американских немых лентах, изредка разбавленных немецким экспрессионизмом; и те, и другие, как правило, были перемонтированы уже в СССР. Свои работы братья подписывали на манер цирковых дуэтов: 2-СТЕНБЕРГ-2. Ряд киноплакатов они создали совместно с Яковом Руклевским, известен также один плакат, созданный совместно с Александром Наумовым (к документальной ленте «Шестая часть мира»). Активная работа художников в киноплакате приходится на 1926—1929 годы. С 1930 года братья практически перестали работать в киноплакате. Во многом этому способствовало совещание при Совкино, на котором ряд ведущих киноплакатистов подверглись резкой критике, обвинялись в формализме и в том, что они «находятся в плену рекламной буржуазной манеры». Негативную роль сыграл также тот факт, что Стенбергам подражали многие другие киноплакатисты, плодя штамп.
Помимо киноплакатов во второй половине 1920-х Стенберги создали небольшое количество плакатов и в других жанрах рекламы: цирковые, театральные, издательские.
Менее известно о работах Стенбергов в архитектуре и об их влиянии на архитекторов-современников. Стенберги воплощали в графике проекты таких разных архитекторов, как братья Веснины, Н. А. Ладовский, Н. Я. Колли и А. Г. Мордвинов.
В 1933 году Георгий Стенберг погиб в автокатастрофе. После смерти брата Владимир Стенберг изредка создавал рекламные и политические плакаты, служил главным художником ВСХВ, в 1937—1962 годах — главным художником-оформителем Красной площади в Москве.

## Список киноплакатов
| Год издания | Название плаката              | Издательство | Подпись   | Библиографическая запись | Примечание | Название фильма                    | Страна фильма | Год фильма |
| ----------- | ----------------------------- | ------------ | --------- | --- | ---------- | ---------------------------------- | ------------- | ---------- |
| 1926        | По закону                     | Совкино      | зелёная ✓ | По закону : Производство Госкино. Режиссёр Л. Кулешов. Оператор Кузнецов. В гл. ролях А. Хохлова, С. Комаров, В. Фогель, Подобед, Галаджев / худож. [Я. Т. Руклевский, В. А. Стенберг, Г. А. Стенберг]. — М. : Совкино, 1926 (М. : Типолитография «Новая деревня», арендовання «Промиздатом»). — Хромолитография, 1 л., 108 × 72 см. — 10 000 экз.                          |            | По закону                          | СССР          | 1926       |
| 1927        | Битая котлета                 | Совкино      | зелёная ✓ | Битая котлета : Кинокомедия / худож. [В. А. Стенберг, Г. А. Стенберг]. — М. : Совкино, 1927 (М. : Типолитография «Совкино»). — Хромолитография, 1 л., 100 × 70 см. — 15 000 экз. |            |                                    |               |            |
| 1927        | Морской ястреб                | Совкино      | зелёная ✓ | Морской ястреб : Кинороман, 9 частей. В. гл. ролях: Э. Беннет, Мильтон Силс, Уоллес Бири / худож. [В. А. Стенберг, Г. А. Стенберг]. — М. : Совкино, 1927 (М. : Типолитография «Совкино»). — Хромолитография, 1 л., 100 × 71 см. — 12 000 экз. |            | The Sea Hawk                       | США           | 1924       |
| 1927        | Октябрь                       | Совкино      | зелёная ✓ | Октябрь : Сценарий и постановка — Эйзенштейна и Александрова. Гл. оператор — Э. К. Тиссэ / худож. [В. А. Стенберг, Г. А. Стенберг]. — М. : Совкино, 1927 (М. : Типолитография «Совкино»). — Хромолитография, 2 л., 138 × 101 см. — 10 000 экз. |            | Октябрь                            | СССР          | 1927       |
| 1928        | Симфония большого города      | Совкино      | зелёная ✓ | Симфония большого города : Режиссёр — Вальтер Руттман. Операторы: Реймер Кунце, Роберт Бабеске, Л. Шеффер. Сценарий — Карла Фреунда / худож. [В. А. Стенберг, Г. А. Стенберг]. — М. : Совкино, 1928 (М. : Литография Совкино). — Хромолитография, 1 л., 107 × 71 см. — 22 000 экз.                                                                                          |            | Berlin: Die Sinfonie der Grosstadt | Германия      | 1927       |
| [1928]      | Шанхайский документ           | Совкино      | зелёная ✓ | Шанхайский документ : Автор-руководитель Яков Блиох. Соавтор-оператор В. Л. Степанов / худож. [В. А. Стенберг, Г. А. Стенберг]. — [М.] : Совкино, [1928] (М. : Мосполиграф ; Типолитография и офсет-печатня «Рабочее дело»). — Хромолитография, 1 л., 107 × 71 см. — 20 000 экз.                                                                                            |            | Шанхайский документ                | СССР          | 1928       |
| 1928        | Шесть девушек ищут пристанища | Совкино      |           | Шесть девушек ищут пристанища : Комедия в 7 частях. Режиссёр — Ганс Берендт. В глав. роли — Женни Юго / худож. [В. А. Стенберг, Г. А. Стенберг]. — М. : Совкино, 1928 (М. : Литография Совкино). — Хромолитография, 2 л., 109 × 125 см. — 11 000 экз. |            | Sechs Mädchen suchen Nachtquartier | Германия      | 1928       |
| 1929        | Белый стадион (Зимний спорт)  | Совкино      |           | Белый стадион (Зимний спорт) : Спортивный фильм в 6 частях. Производство — «Olympia-Film» / худож. [В. А. Стенберг, Г. А. Стенберг]. — М. : Совкино, 1929 (М. : Литография Совкино). — Хромолитография, 1 л., 103 × 72 см. — 10 000 экз. |            | Das weiße Stadion                  | Швейцария     | 1928       |
| 1929        | Броненосец «Потёмкин»         | Совкино      |           | Броненосец «Потёмкин» : Режиссёр — С. М. Эйзенштейн. Оператор — Эдуард Тиссэ. — М. : Совкино, 1929 (М. : Литография Совкино). — 1 л., хромолитография, 70 × 95 см. — 10 000 экз. |            | Броненосец «Потёмкин»              | СССР          | 1925       |
| 1929        | Турксиб                       | Востоккино   | зелёная ✓ | Турксиб : Производство Востоккино. Автор и режиссёр - Виктор Турин. Ассистент - Е. Арон. Операторы: Б. Франциссон и Е. Славинский / худож. [В. А. Стенберг, Г. А. Стенберг]. — М. : Востоккино, 1929 (М. : Литография Совкино). — Хромолитография, 1 л., 107 × 72 см. — 10 000 экз.                                                                                         |            | Турксиб                            | СССР          | 1929       |
| 1929        | Человек с киноаппаратом       | ВУФКУ        | зелёная ✓ | Человек с киноаппаратом : Фильм без слов. Автор-руков. Дзига Вертов. Гл. оператор М. Кауфман. Ассистент по монтажу Е. Свилова. Производство ВУФКУ / худож. [В. А. Стенберг, Г. А. Стенберг]. — М. : ВУФКУ, 1929 (М. : Литография Совкино). — Хромолитография, 1 л., 107 × 72 см. — 12 000 экз.                                                                              |            | Человек с киноаппаратом            | СССР          | 1929       |
| [1929]      | Человек с киноаппаратом       | ВУФКУ        | зелёная ✓ | Человек с киноаппаратом : Автор-руководитель эксперимента Дзига Вертов. Главный оператор М. Кауфман. Ассистент по монтажу Е. Свилова. Производство ВУФКУ / худож. [В. А. Стенберг, Г. А. Стенберг]. — [М.] : ВУФКУ, [1929] (М. : Офсет-печатня типографии Известий ЦИК СССР и ВЦИК им. тов. И. И. Скворцова-Степанова). — Хромолитография, 1 л., 106 × 72 см. — 10 000 экз. |            | Человек с киноаппаратом            | СССР          | 1929       |
| 1929        | Чикаго                        | Совкино      |           | Чикаго : Трагикомедия американских нравов. Режиссура: Франка Урсона и Сесиль де-Милля. В главных ролях: Филлис Хэвэр и Виктор Варкони. — М. : Совкино, 1929 (М. : Мосполиграф; 15-я литография). — 1 л., хромолитография, 107 × 73 см. — 17 000 экз. |            | Chicago                            | США           | 1927       |

## Семья
- Август Стенберг (1868—1938)[5] — отец, художник-швед, работавший в конце XIX века на оформлении Нижегородской ярмарки.
- Анна Михайловна Стенберг (1876—1950)[5] — мать.
- Стенберг, Лидия Августовна (1902—1982) — младшая сестра, художник-график. В 1930—1940-х годах также работала в киноплакате, некоторые из которых были созданы в соавторстве с мужем — художником-плакатистом Григорием Рычковым.
- Стенберг, Энар Георгиевич (1929—2002) — сын Георгия Стенберга, театральный художник.
- Стенберг, Стэн Владимирович (1930—1982)[5] — сын Владимира Стенберга.
- Стенберг, Виктория Стэновна (род.1948)[5] — дочь Стэна Стенберга.